# Pomponema tautraense
Pomponema tautraense är en rundmaskart som först beskrevs av Allgen 1933.  Pomponema tautraense ingår i släktet Pomponema och familjen Cyatholaimidae. Arten är reproducerande i Sverige. Inga underarter finns listade i Catalogue of Life.